# Abbaye de Chimay (fromage)
Pour les articles homonymes, voir Chimay (homonymie).
L'Abbaye de Chimay (ou simplement: le Chimay) est une marque de fromage produit par les moines de l'Abbaye Notre-Dame de Scourmont en Thiérache (province de Hainaut en Belgique). Fidèles à la devise Ora et Labora, les moines produisent à Scourmont même les bières de Chimay. Le fromage est quant à lui produit non loin de là, à Baileux toujours sous le contrôle des moines. L'ensemble des produits 'Chimay' porte le label « produit trappiste authentique » et est membre de l'Office des Produits Wallons.

## Histoire
En 1850, le prince de Chimay offre des terres pour une fondation monastique à l'abbaye de Westvleteren (Flandre-Occidentale). En 1857, grâce à quelques vaches, les moines commencent à produire leur beurre.
Dès 1876 commence l'affinage de fromage par les moines trappistes de Scourmont.
En 1982, une nouvelle fromagerie est construite sur le zoning industriel de Baileux, près du site d'embouteillage des bières de Chimay.
Le premier fromage lavé à la bière est lancé en 1986. Depuis, la gamme de fromages de Chimay ne cesse de se diversifier et des fromages saisonniers viennent ponctuer l'année.
En 2013, la production atteignait les 1.000 tonnes de fromages par an. Dont 800 tonnes sont consommées en Belgique.

## Les productions actuelles
- Le « Grand Chimay »
- Le « Chimay grand cru »
- Le « Vieux Chimay »
- Le « A la Chimay Rouge »
- Le « A la Chimay Bleue »
- Le « Chimay Doré »
- Le « Poteaupré »
- Le « Mont du Secours »